# Start Point (Devon)
Start Point es un promontorio en el distrito de South Hams y uno de los puntos más meridionales de Devon. Marca el límite meridional de Start Bay, que se extiende en dirección norte hacia el estuario del río Dart.
Después de muchos naufragios en el área, el faro Start Point Lighthouse fue construido en 1836 para alertar a los barcos de los peligros del lugar y de las rocas circundantes. El faro y la gran cantidad de aves hacen de Start Point un destino muy popular para los visitantes. Se puede llegar hasta allí a través del Sendero de la Costa Sudoeste.
- Wikimedia Commons alberga una categoría multimedia sobre Start Point.

- Datos: Q6981266
- Multimedia: Start Point / Q6981266